# Радивој Радић
Радивој Радић (Ливно, 22. јануар 1954) српски је историчар (византолог), универзитетски професор и научни радник.

## Биографија
Радић је основну школу завршио у Врњачкој Бањи, а гимназију у Београду. Дипломирао је на београдском Филозофском факултету на групи за историју 1980. године. Децембра 1985. године одбранио је магистарску тезу Обласни господари у Византији крајем 12. и у првим деценијама 13. века. У току школске 1985/1986. боравио је седам месеци у Атини на специјализацији као стипендиста грчке владе. Докторску дисертацију Време Јована V Палеолога одбранио је у децембру 1991. на Филозофском факултету у Београду. На постдокторском усавршавању био је 1997/1998. у Центру за византијске студије Дамбертон Оукс у Вашингтону.
У Византолошком институту САНУ запослен је од 1978. Од 1994. Запослен је на Филозофском факултету у Београду, као доцент, а од 2007. је редовни професор и шеф Семинара за византологију. Предаје и на Филозофском факултету у Бањалуци од јесени 1994, као и на Филозофском факултету у Нишу од јесени 1999. године. Историју Византије, а донедавно (новембар 2010) и Историју Старог века предаје и на Филозофском факултету, Универзитета у Приштини са привременим седиштем у Косовској Митровици.
До 2007. Радивој Радић је учествовао на тридесетак научних скупова у земљи и иностранству и објавио је преко 120 научних радова. За књигу Време Јована V Палеолога (1332–1391) године 1993. добио је Октобарску награду града Београда за науку.
Сарадник је и Енциклопедијског просопографског лексикона византијске историје и цивилизације који се издаје у Атини, као и члан редакције Зборника радова Византолошког института (ЗРВИ) и Српског комитета за византологију.
За књигу „Друго лице Византије“ добио је награде Владимир Ћоровић (2015) и награду Веселин Лучић (2015) за најбоље дело објављено на Београдском универзитету.
Поред академске каријере, Радић се последњих година нарочито бави и популаризацијом историјске науке и посебно византијске историје.

## Одабрана дела
- Радић, Радивој (1982). „Нови подаци о пронијарима из првих деценија XIV века”. Зборник радова Византолошког института. 21: 85—93.
- Радић, Радивој (1986). „Обласни господари у Византији крајем XII и у првим деценијама XIII века”. Зборник радова Византолошког института. 24-25: 151—289.
- Радић, Радивој (1987). „Вести Кратких хроника о историји народа Југославије у XVI веку”. Зборник радова Византолошког института. 26: 217—236.
- Радић, Радивој (1989). „Манојло Стравороман: Прилог историји византијско-јужнословенских односа крајем XI и у првим годинама XII века”. Зборник радова Византолошког института. 27-28: 93—101.
- Радић, Радивој; Кораћ, Душан (1989). „Занемарени подаци грчких извора о бици на Косову 15. јуна 1389. године”. Свети Кнез Лазар: Споменица о шестој стогодишњици Косовског боја 1389-1989. Београд: Свети архијерејски синод Српске православне цркве. стр. 237—248.
- Кораћ, Душан; Радић, Радивој (1990). „Косовска битка у византологији”. Косовска битка у историографији. Београд: Историјски институт. стр. 93—100.
- Радић, Радивој (1991). „Сфранцес Палеолог - просопографска белешка”. Зборник радова Византолошког института. 29-30: 193—204.
- Радић, Радивој (1993). Време Јована V Палеолога (1332-1391). Београд: Византолошки институт.
- Радић, Радивој (1993). „Помен Срба у Житију Григорија Синаита”. Зборник радова Византолошког института. 32: 149—154.
- Милутиновић, Бранислав; Радић, Радивој (1994). „О времену замонашења царице Јелене: Једна претпоставка”. Зборник радова Византолошког института. 33: 195—202.
- Радић, Радивој (1997). „Ана Кантакузина - византијска невеста у кући Косача”. Зборник за историју Босне и Херцеговине. 2: 119—137.
- Радић, Радивој (1997). „О боравцима византијског цара Јована V Палеолога на Светој Гори”. Друга казивања о Светој Гори. Београд: Просвета. стр. 61—80.
- Радић, Радивој (1998). „Свети Сава и смрт обласног господара Стреза”. Свети Сава у српској историји и традицији. Београд: САНУ. стр. 51—61.
- Кораћ, Душан; Радић, Радивој (1998). „Византијски војсковођа Алексије Филантропин”. Зборник радова Византолошког института. 37: 97—109.
- Кораћ, Душан; Радић, Радивој (1998). „Из Каракорума у Бар: Србија у делу анонимног европског географа XIII века”. Зборник радова Византолошког института. 37: 247—257.
- Кораћ, Душан; Радић, Радивој (1998). „Један податак о антиисихастичком расположењу међу Србима средином XIV столећа”. Хиландарски зборник. 10: 221—233.
- Радић, Радивој (2000). Страх у позној Византији 1180-1453. 1 (1. изд.). Београд: Стубови културе.
- Радић, Радивој (2000). Страх у позној Византији 1180-1453. 2 (1. изд.). Београд: Стубови културе.
- Радић, Радивој (2002). „Од Евдокије Анђео до Ане Кантакузине: Византијске невесте у средњовековним српским земљама”. Српска проза данас: Косаче - оснивачи Херцеговине. Билећа-Гацко: Просвјета. стр. 507—514.
- Радић, Радивој (2003). Из Цариграда у српске земље: Студије из византијске и српске историје (1. изд.). Београд: Завод за уџбенике и наставна средства.
  - Радић, Радивој (2012) [2003]. Из Цариграда у српске земље: Студије из византијске и српске историје (2. изд.). Београд: Завод за уџбенике.
- Радић, Радивој (2003). Срби пре Адама и после њега: Историја једне злоупотребе: Слово против новоромантичара (1. изд.). Београд: Стубови културе.
  - Радић, Радивој (2005) [2003]. Срби пре Адама и после њега: Историја једне злоупотребе: Слово против новоромантичара (2. допуњено изд.). Београд: Стубови културе. (Срби пре Адама и после њега, Историја једне злоупотребе: Слово против „новоромантичара“)
- Радић, Радивој (2006). Византија: Пурпур и пергамент (1. изд.). Београд: Evoluta.
- Радић, Радивој (2007). Цариград: Приче са Босфора (1. изд.). Београд: Evoluta.
  - Радић, Радивој (2008) [2007]. Цариград: Приче са Босфора (2. изд.). Београд: Evoluta.
- Радић, Радивој (2010). Византија и Србија: Пламен и одсјаји. Београд: Стубови културе.
- Радић, Радивој (2010). Константин Велики: Надмоћ хришћанства. Београд: Evoluta.
- Радић, Радивој; Петковић, Радослав (2011). Средњовековни путовођа: Путовати кроз Србију у средњем веку: Путовање или двосмисленост. Београд: Службени гласник.
- Радић, Радивој (2011). Стари Словени. Београд: Креативни центар.
- Радић, Радивој (2012). Ромејски свет: Кратка историја свакодневног живота у Византији. Београд: Завод за уџбенике.
- Радић, Радивој (2013). „Да ли је Константин Михаиловић из Островице знао да је Константинова даровница фалсификат?”. Истраживања. Филозофски факултет у Новом Саду. 24: 119—127.
- Радић, Радивој (2014). Друго лице Византије: Неколико споредних тема. Београд: Еволута.
- Radić, Radivoj (2014) [2000]. Strah u poznoj Vizantiji 1180-1453 (2. прерађено изд.). Beograd: Evoluta.
- Радић, Радивој (2016). Клио се стиди: Против злостављања историјске науке. Београд: Evoluta.
- Мишић, Синиша; Радић, Радивој (2016). Србија 1217: Настанак краљевине (1. изд.). Београд: Еволута.
  - Мишић, Синиша; Радић, Радивој (2017) [2016]. Србија 1217: Настанак краљевине (2. изд.). Београд: Еволута.
- Радић, Радивој (2020). „Један занемарени помен Србије и Ниша из XIII века”. Стефан Првовенчани и његово доба. Београд: Историјски институт. стр. 185—192.
- Радић, Радивој (2022). „Школство и образовање у средњовековној Србији” (PDF). Читалиште: Научни часопис за теорију и праксу библиотекарства. 21 (40): 51—68.
- Радић, Радивој (2022). Историја Трапезунтског царства. Београд: Завод за уџбенике.
- Радић, Радивој (2023). Откуцаји прошлости. Цртице из прохујалих времена. Београд: Академска књига.